# 클류쳅스카야산
클류쳅스카야산(러시아어: Ключевская сопка, 영어: Klyuchevskaya Sopka, Klyuchevskoi)은 러시아 캄차카반도 중동부에 솟아 있는 활화산으로 높이는 4,750m이다. 1697년의 분화(噴火) 이후 약 60여 회나 분화하였으며, 근래에는 거의 매년 분화하고 있다. 주로 산정(山頂)에서 분출하는데, 때로는 용암류(熔岩流)가 흘러내리기도 하고 산허리(山腹)에서 분화가 일어나기도 한다.

## 같이 보기
- 캄차카 반도